# Longchaumois
Longchaumois – miejscowość i gmina we Francji, w regionie Burgundia-Franche-Comté, w departamencie Jura.
Według danych na rok 1990 gminę zamieszkiwało 945 osób, a gęstość zaludnienia wynosiła 16 osób/km² (wśród 1786 gmin Franche-Comté Longchaumois plasuje się na 174. miejscu pod względem liczby ludności, natomiast pod względem powierzchni na miejscu 4.).